# Ralph Spaccatutto (videogioco)
Ralph Spaccatutto (Wreck-It Ralph) è un videogioco a piattaforme sviluppato da Activision per le console Wii, Nintendo DS e Nintendo 3DS e pubblicato in Italia il 30 novembre 2012. Questo gioco è ispirato al film della Disney Ralph Spaccatutto. Il gioco è per un solo giocatore.

## Trama
Ralph Spaccatutto è il cattivo del videogioco "Felix Aggiustatutto" e "lavora" in una sala giochi. Dopo la grande avventura vissuta nel film, Ralph vive una vita felice insieme a Felix (il protagonista del suo gioco), al sergente Calhoun (moglie di Felix) e a Vanellope, la principessa del Regno di Sugar Rush (un videogioco di corse con i go-kart), che è anche una grandissima pilota. Un giorno Ralph, Felix e Calhoun vanno a Sugar Rush per vedere una corsa di Vanellope, quando all'improvviso Ralph urta uno strano uovo: è un uovo di scarafoide, un pericolosissimo insetto meccanico che si moltiplica velocissimamente, e che viene dal gioco dove lavora Calhoun, ovvero Hero's Duty. Gli scarafoidi avevano in passato invaso il Regno di Sugar Rush, ma Ralph e gli altri avevano fermato l'invasione dopo una dura battaglia. Ralph tenta di prendere l'uovo per distruggerlo, ma esso rotola in una palude; Ralph guarda con gli occhi sbarrati la palude riempirsi di piccole lucine: l'uovo si è moltiplicato, ed una nuova e ancor più pericolosa invasione sta per cominciare. Questo è un lavoro per Ralph e Felix, che partono subito per salvare la sala giochi dagli Scarafoidi.

## Modalità di gioco
Il videogioco consiste nel superare i livelli di tre mondi, sconfiggendo gli Scarafoidi e raccogliendo monete, "Easter Egg" e Medaglie dell'Eroe. Il gioco è a piattaforme ed è bidimensionale, anche se la grafica è tridimensionale. Si gioca con il Telecomando Wii e il Nunchuk. Può giocare solo un giocatore, ma si possono controllare due personaggi: Ralph, che ha il potere di spaccare tutto, e Felix, che ha il potere di aggiustare ciò che è rotto. Nei livelli vi sono alcuni checkpoint, che salvano il gioco. Se il personaggio controllato dovesse perdere tutta l'energia o cadere nel vuoto, si dovrà ripartire dall'ultimo checkpoint. Quando si perde una vita o si completa un livello, Vanellope o Calhoun ti diranno qualcosa (questa è l'unica apparizione effettiva nel videogioco).

## Mondi e livelli
Mondi (videogiochi della sala giochi)
- Fix-it-Felix (Felix Aggiustatutto)
- Hero's Duty
- Sugar Rush

Livelli
Ogni mondo contiene 4 livelli normali, più 1 livello boss: i livelli boss si sbloccano quando tutti i livelli normali dei 3 mondi sono stati completati. Quando si è battuto l'ultimo boss, Ralph e Felix combatteranno contro il Boss Finale.

## Modalità di Gioco+
Dopo aver completato la Modalità Storia, si sbloccherà la Modalità di Gioco+. In questa modalità bisogna gareggiare per ottenere un punteggio da record nei livelli della Modalità storia.